# Pyrolirion
Pyrolirion, rod jednosupnica iz porodice zvanikovki, dio tribusa Eustephieae. Postoji osam vrsta (lukovičasti geofiti) u Peruu, Boliviji i sjevernom Čileu.
Ime roda dolazi iz grčkog pyr ("vatra") i leirion, ("ljiljan"), po plamenoj boji cvjetova P. arvense.

## Vrste
1. Pyrolirion albicans Herb.
2. Pyrolirion arvense (F.Dietr.) Erhardt, Götz & Seybold
3. Pyrolirion boliviense (Baker) Sealy
4. Pyrolirion cutleri (Cárdenas) Ravenna
5. Pyrolirion flavum Herb.
6. Pyrolirion huantae Ravenna
7. Pyrolirion tarahuasicum Ravenna
8. Pyrolirion tubiflorum (L'Hér.) M.Roem.

## Sinonimi
- Leucothauma Ravenna